# 海冬零兒
海冬零兒（日語：海冬レイジ，1月8日—）是日本輕小說作家。目前住在北海道札幌市。A型。
2003年以《バクト!》獲得第四屆「富士見Young Mystery大獎」大獎，並以此作出道。

## 作品
- バクト!（vanilla插畫）
- 夜想譚グリモアリス（松竜插畫）
- 幻想譚グリモアリス（松竜插畫）
- 機巧少女不會受傷（LLO插畫，尖端、天闻角川代理發行）
- 喪女會的不當日常（赤坂アカ插畫，台灣角川代理發行）

## 備註
1. ↑  參考台版《機巧少女不會受傷》作者介紹

## 外部連結
- 海冬零兒部落格 （页面存档备份，存于）（日語）